# Pulvinula
Pulvinula és un gènere de fongs ascomicots de l'ordre dels pezizals (Pezizales), família Pyronemataceae. El gènere va ser descrit pel micòleg francès Jean Louis Émile Boudier el 1885.

## Espècies
- Pulvinula alba
- Pulvinula albida
- Pulvinula anthracobia
- Pulvinula archeri
- Pulvinula carbonària
- Pulvinula cinnabarina
- Pulvinula convexella
- Pulvinula discoidea
- Pulvinula etiolata
- Pulvinula globifera
- Pulvinula guizhouensis
- Pulvinula johannis
- Pulvinula lacteoalba
- Pulvinula laeterubra
- Pulvinula miltina
- Pulvinula minor
- Pulvinula multiguttula
- Pulvinula mussooriensis
- Pulvinula neotropica
- Pulvinula nepalensis
- Pulvinula niveoalba
- Pulvinula orichalcea
- Pulvinula pyrophila
- Pulvinula salmonicolor
- Pulvinula subaurantia
- Pulvinula tetraspora